# Municipio de Dragoon
El municipio de Dragoon (en inglés, Dragoon Township) es una municipio del condado de Osage, Kansas, Estados Unidos. Según el censo de 2020, tiene una población de 199 habitantes.
Abarca una zona exclusivamente rural.

## Geografía
Está ubicado en las coordenadas 38°43′1″N 95°50′19″O / 38.71694, -95.83861. Según la Oficina del Censo de los Estados Unidos, tiene una superficie total de 93,90 km², de la cual 93,88 km² corresponden a tierra firme y (0,02 %) 0,02 km² es agua.

## Demografía
Según el censo de 2020, hay 199 personas residiendo en la zona. La densidad de población es de 2,12 hab./km². El 97,0 % de la población son blancos, el 0,5 % es de otra raza y el 2,5 % son de una mezcla de razas. Del total de la población, el 1,51 % son hispanos o latinos de cualquier raza.